# Sedliště (ort i Tjeckien, lat 49,72, long 18,37)
Sedliště är en ort i Tjeckien. Den ligger i den östra delen av landet, 290 km öster om huvudstaden Prag. Sedliště ligger 332 meter över havet och antalet invånare är 1 263.
Terrängen runt Sedliště är platt.Runt Sedliště är det tätbefolkat, med 343 invånare per kvadratkilometer. Närmaste större samhälle är Ostrava, 14,3 km norr om Sedliště. Omgivningarna runt Sedliště är en mosaik av jordbruksmark och naturlig växtlighet.